# Emoderivato
Un emoderivato è una specialità medicinale che si ottiene dagli emocomponenti tramite processazione industriale. I plasmaderivati sono gli emoderivati estratti dal plasma tramite frazionamento.
Gli emocomponenti e gli emoderivati sono considerati prodotti farmaceutici e sono quindi soggetti alle disposizioni della vigente farmacopea e controllati dall'EMA o dalla FDA. 
Per ridurre il rischio infettivo, gli emoderivati vengono sottoposti a diversi sistemi di neutralizzazione dei patogeni, tra cui trattamenti termici (calore secco, pastorizzazione, vaporizzazione), trattamenti con solventi o detergenti e ultrafiltrazione. Questo, unito a test sierologici e gli altri screening a cui gli emoderivati vengono sottoposti, rappresenta misure importanti per minimizzare il rischio d'infezione.
Tra gli emoderivati più utilizzati vi sono:
- Concentrati dei fattori della coagulazione (fattore VII, fattore VIII, fattore IX, fattore XIII)
- Concentrati protrombina
- Antitrombina
- Fibrinogeno
- Albumina e altre proteine plasmatiche
- Immunoglobuline

Per potere essere commercializzato in un paese dell'UE, ogni singolo lotto di medicinali immunologici, emoderivati e plasmaderivati, deve superare la procedura di Controllo di Stato per ottenere un certificato di “rilascio lotti” (Batch Release) da parte di un organismo chiamato "Laboratorio Ufficiale di Controllo" (Official Medicines Control Laboratory) di uno Stato membro o di uno Stato con il quale esistano accordi di mutuo riconoscimento.